# Straßenbahn Aubagne
Die Straßenbahn Aubagne (französisch Tramway d’Aubagne oder Tramway du Pays d’Aubagne et de l’Étoile) ist das Straßenbahnsystem der südfranzösischen Stadt Aubagne. Seit dem 1. September 2014 verkehrt eine 2,7 km lange Linie vom Bahnhof an der Bahnstrecke Marseille–Ventimiglia nach Le Charrel in den Westen der Stadt. Ursprünglich waren ab 2019 zwei Linien und ein 12 km langes Netz geplant. Nach einem Wechsel der Mehrheitsverhältnisse im Gemeinderat wurden zeitweilig alle weiteren Planungen gestoppt, dann jedoch wieder aufgenommen. Bis 2026 soll die Straßenbahn über die ehemalige Bahnstrecke Aubagne–La Barque nach La Bouilladisse verlängert werden. Wie alle öffentlichen Verkehrsmittel in Aubagne ist die Straßenbahn kostenlos nutzbar.

## Historische Straßenbahn bis 1958

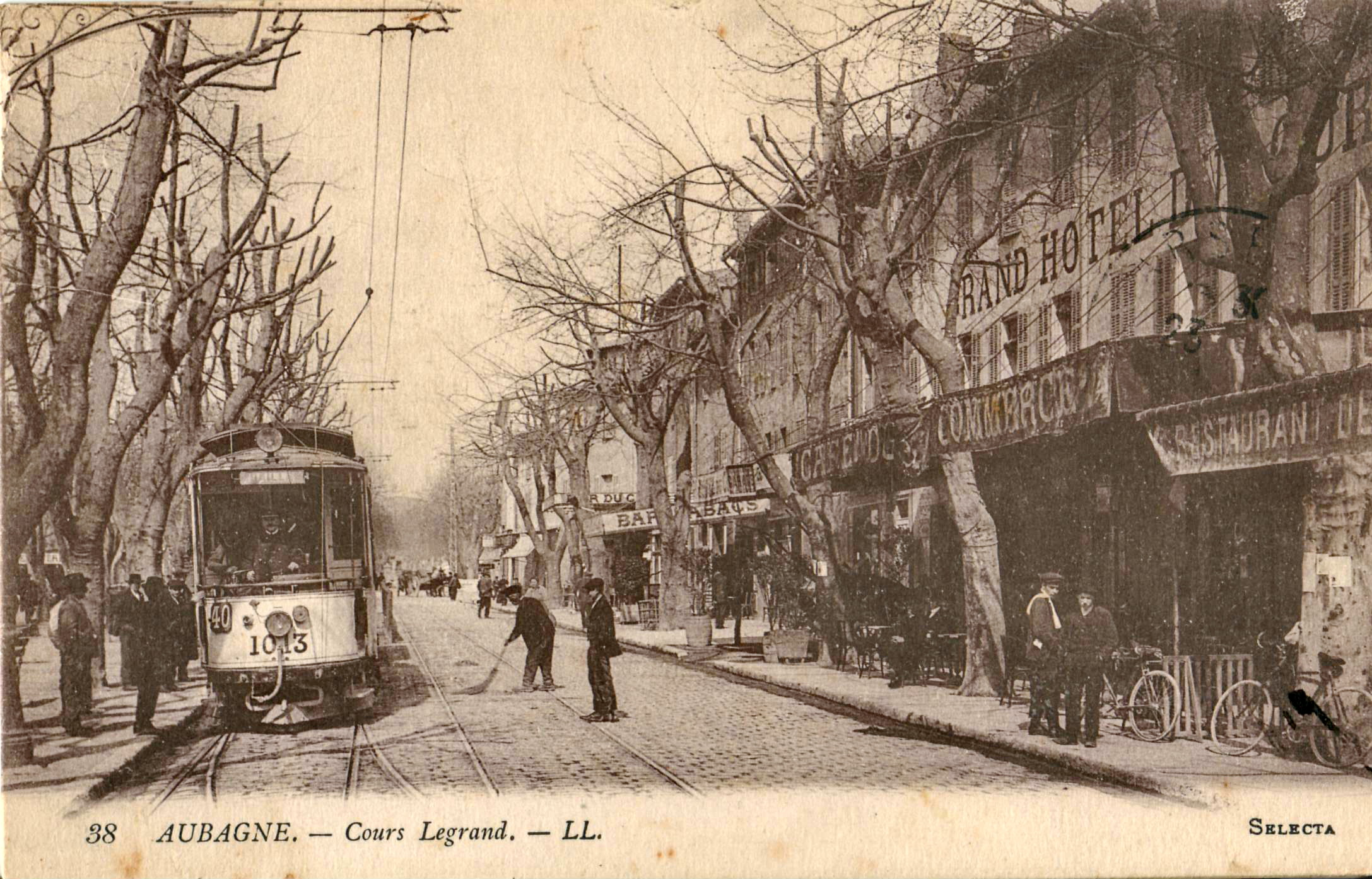
Die Marseiller Linie 40 in Aubagne, Cours Legrand (um 1917)

Eine Vereinbarung vom 23. Februar 1904 erlaubte dem Betreiber der Straßenbahn Marseille, der Compagnie générale française de tramways (CGFT), eine Straßenbahnlinie von Saint-Marcel nach Aubagne zu bauen. Diese Linie wurde am 10. Januar 1905 als Linie 39 eingeweiht. Die Endhaltestelle in Aubagne befand sich am Cours Legrand, dem heutigen Cours Maréchal-Foch.
Am 10. Juni 1905 ging die Linie 40 in Betrieb, welche Aubagne durch einen 635 Meter langen Tunnel in Marseilles Zentrum mit dem dortigen Bahnhof Gare de l’Est (heute: Noailles) am Marché des Capucins verband. Alle 30 bis 40 Minuten verkehrte eine Bahn. Da die Linie 40 schneller war, wurde die Linie 39 am 3. Mai 1909 auf den Abschnitt Préfecture–La Penne-sur-Huveaune verkürzt. Im Jahr 1928 wurden sogenannte „Pullman“-Wagen in Betrieb genommen, die einen Beiwagen mitführten. Ab 1937 wurden diese durch Drehgestellwagen ersetzt, welche ab 1944 modernisiert wurden.
Der Niedergang der Straßenbahnstrecke begann am 9. November 1950, als ein Teil des Verkehrs auf Autobusbetrieb umgestellt wurde. Die Straßenbahnen verkehrten nur noch zur Hauptverkehrszeit. Am 23. Juni 1958 fuhr die letzte Straßenbahn von Saint-Pierre nach Aubagne.

## Der Weg zur Wiedereinführung einer Straßenbahn

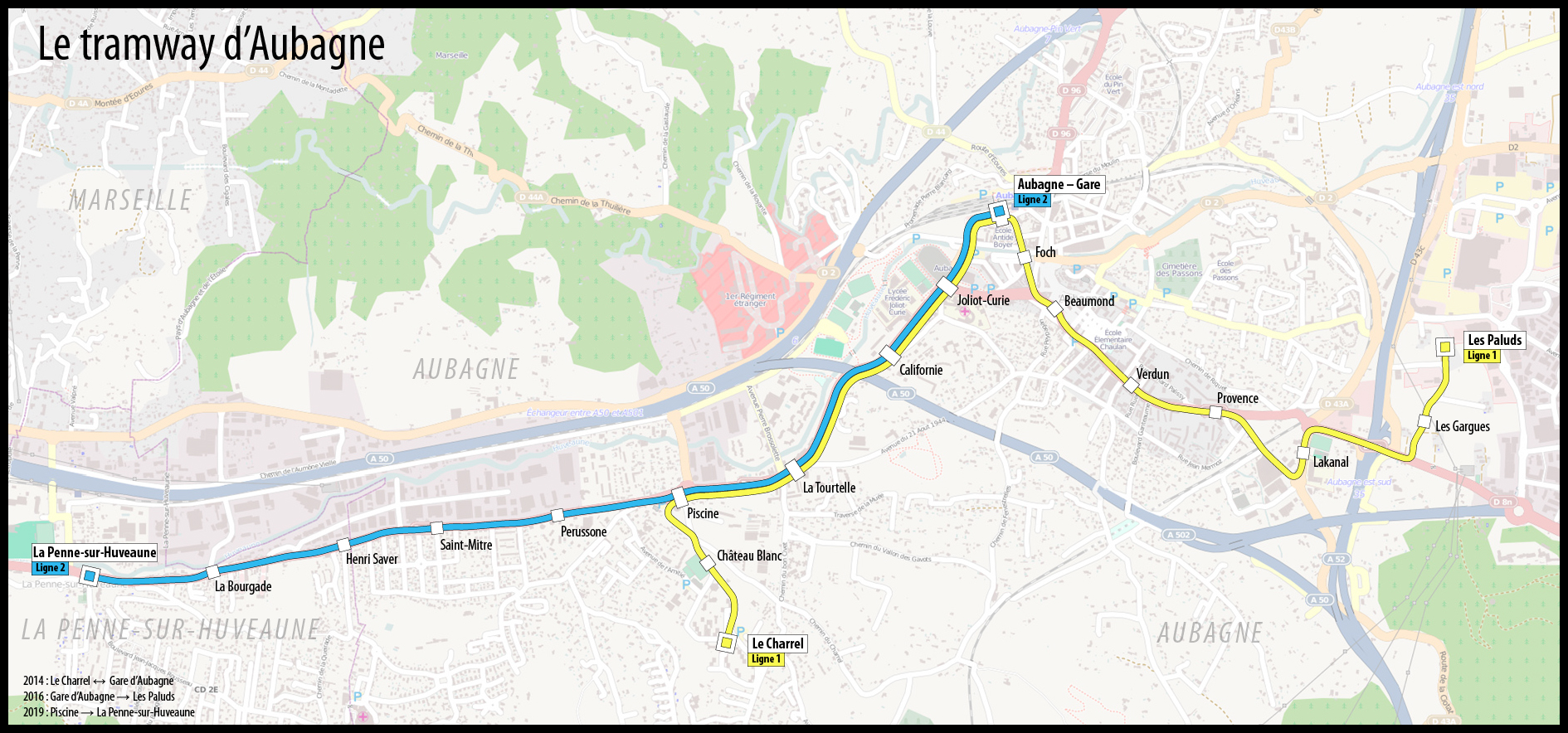
Ursprünglich geplantes Netz im Endausbau

Geplantes Projekt Val’Tram

Im Juli 2006 wurde der Plan de déplacements urbains durch die SITCA (Syndicat Mixte des Transports des Cantons d’Aubagne et de Roquevaire) verabschiedet. Im Jahr 2009 fanden die Machbarkeitsstudien zum Bau einer Straßenbahn, welche die Stadt in Ost-West-Richtung durchquert, statt. Im selben Jahr startete die öffentliche Debatte zum Projekt. Die ersten Vorstudien begannen im Jahr 2010. Im Jahr 2011 wurde die Detailplanung realisiert und Alstom mit dem Bau der Fahrzeuge beauftragt. Die „Déclaration d'utilité publique“ (Feststellung des öffentlichen Nutzens) wurde am 1. Februar 2013 unterschrieben. Daraufhin konnten die Bauarbeiten beginnen.
Es war ursprünglich geplant das Netz in drei Phasen zu bauen:
- Phase 1: Le Charrel–Gare d’Aubagne; Länge: 3 km; Inbetriebnahme 1. September 2014 (Linie 1);
- Phase 2: Gare d'Aubagne–Les Paluds; Länge: 3,5 km; geplante Inbetriebnahme 2016 (Verlängerung Linie 1), heute aufgegeben
- Phase 3: La Penne-sur-Huveaune–Gare d’Aubagne; Länge: 4,7 km (davon 2,6 Neubau); Inbetriebnahme 2019 (Linie 2), heute aufgegeben

Außerdem war eine Verknüpfung mit der Straßenbahn Marseille geplant.
Bei den Kommunalwahlen im Mai 2014, gab es einen Mehrheitswechsel und der neue Gemeinderat (UMP) stoppte alle weiteren Planungen zur Erweiterung der bisherigen Strecke. Es wurde nur die Phase 1 fertiggestellt und in Betrieb genommen. Die neue Gemeindeverwaltung schlug statt den weiteren Erweiterungen vor, die ehemalige Bahnstrecke Aubagne–La Barque bis nach La Bouilladisse als Straßenbahnstrecke reaktivieren. Im Dezember gab das Verkehrsministerium bekannt, insgesamt 18,3 Millionen Euro zur Verfügung zu stellen. Bauarbeiten für das als „Val’Tram“ bezeichnete Projekt sollten 2017 beginnen. Doch dann geschah lange nichts, bis das Projekt 2020 wieder aufgegriffen wurde.

## Normalspurige Straßenbahn ab 2014

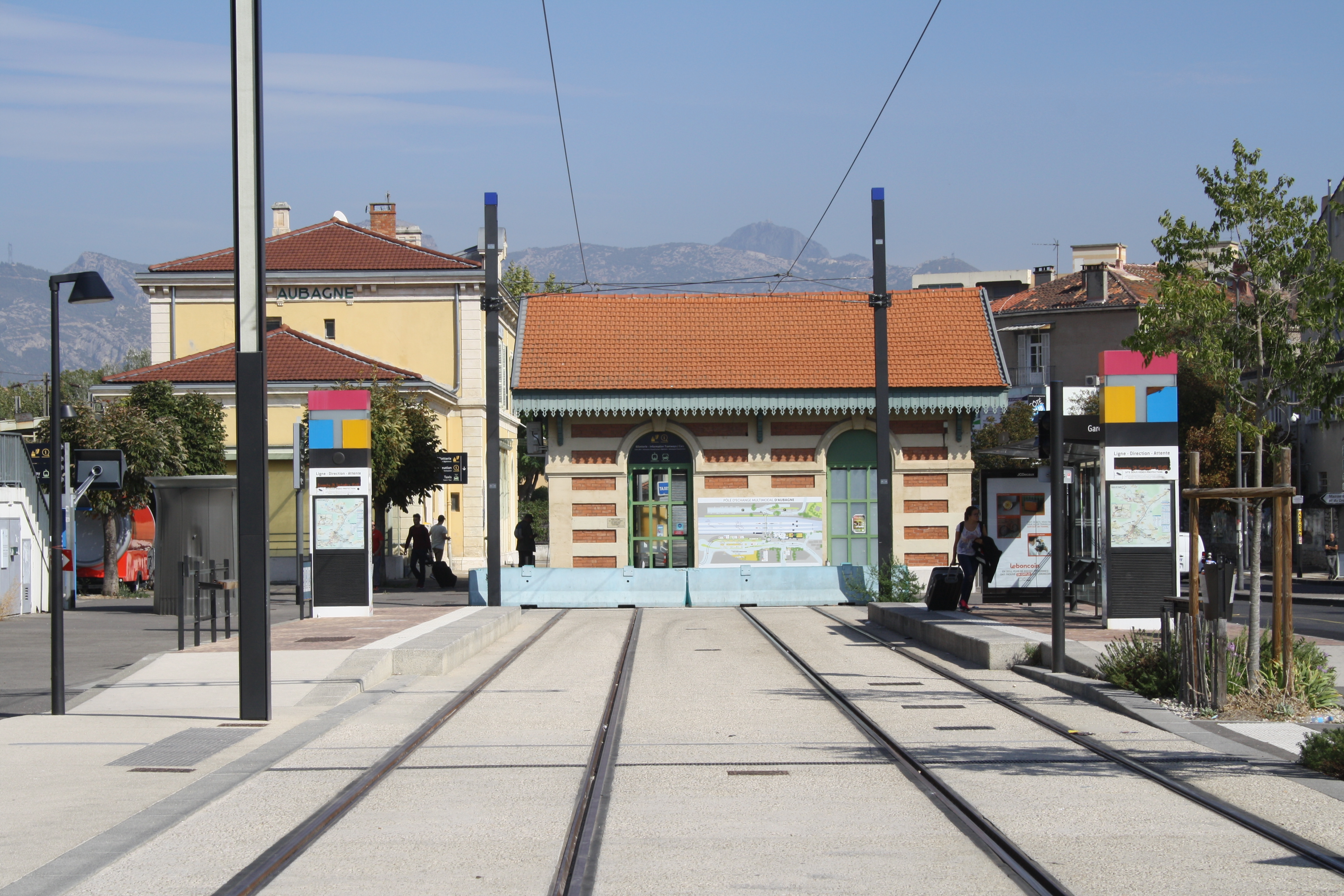
Die stadtseitige Endhaltestelle liegt unmittelbar am Bahnhof

Die erste Linie der Straßenbahn ging am 1. September 2014 in Betrieb.
Zum 1. Januar 2023 wurde der Stadtverkehr einschließlich der Straßenbahn vom Marseiller Verkehrsbetrieb Régie des transports métropolitains (RTM) übernommen. 2026 soll die Verlängerung nach La Bouilladisse eröffnet werden.

### Streckennetz
Die Linie T, in ursprünglichen Planungen als Linie 1 vorgesehen, ist 2,7 Kilometer lang und verbindet den Bahnhof Aubagne, an der Bahnstrecke Marseille–Ventimiglia, mit dem Stadtteil „Le Charrel“. Die Strecke bedient sieben Haltestellen.

### Finanzierung
Die Kosten für den Bau der zwei Linien wurden 2011 auf 199 Millionen Euro veranschlagt. An der Finanzierung beteiligt sind der französische Staat (9 %), die Region Provence-Alpes-Côte d’Azur (11 %), das Département Bouches-du-Rhône (11 %), der EU-Regionalfonds (2 %), die Communauté d’agglomération du Pays d’Aubagne et de l’Étoile (7 %) und ein Darlehen (45 %). Die Kosten für die erste Linie liegen bei 124 Millionen Euro, für die zweite Linie sind 42 Millionen Euro veranschlagt.

### Infrastruktur

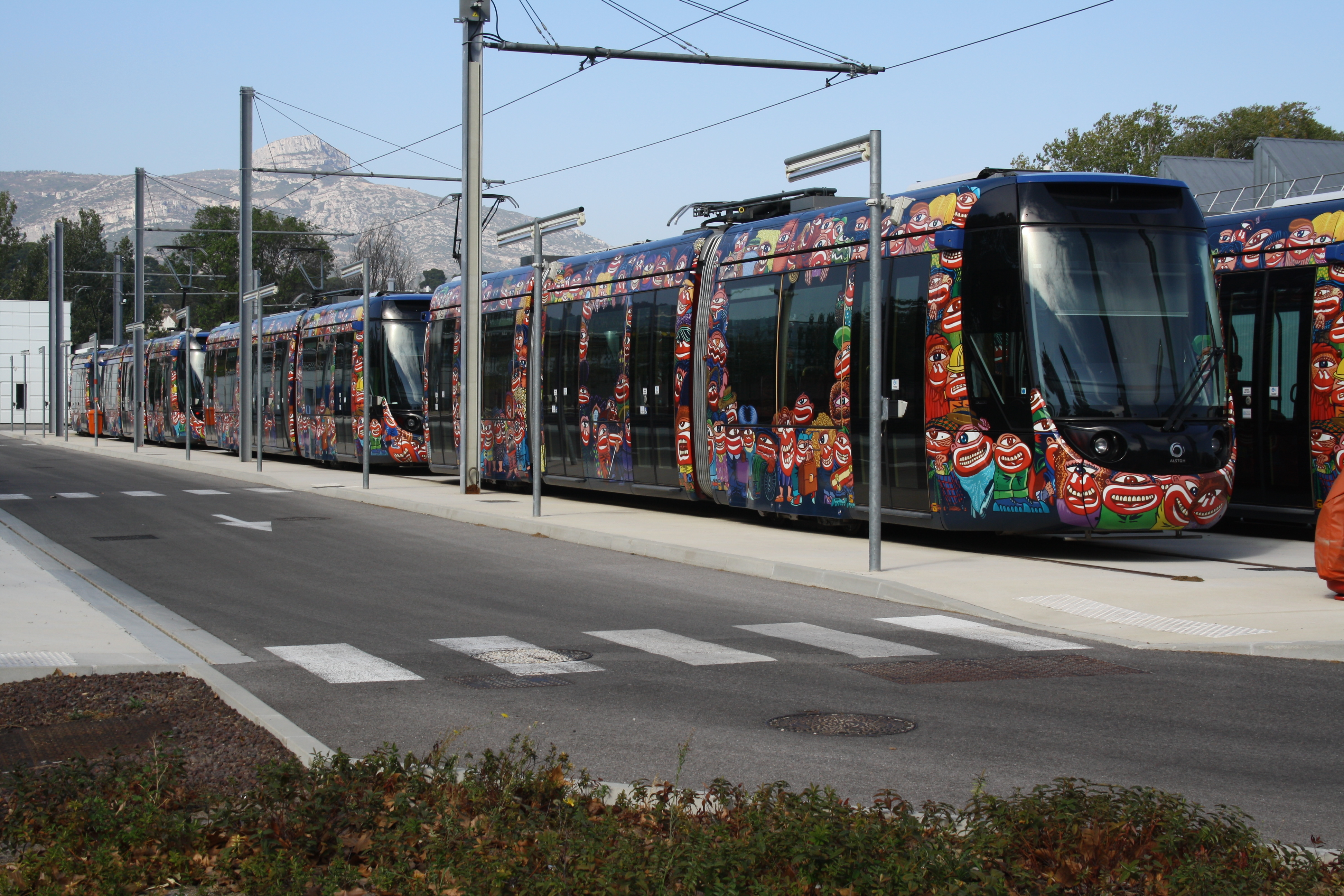
Betriebshof mit an Sonn- und Feiertagen dort abgestellten Fahrzeugen

Die Strecke ist mit einer 750 Volt Gleichstrom Oberleitung elektrifiziert und ist normalspurig. Die am 1. September 2014 in Betrieb gegangene Linie ist vollständig zweigleisig. Bei der ursprünglich geplanten Verlängerung, wäre bei der Station Beaumond die Strecke nur eingleisig ausgeführt worden.
Der Betriebshof befindet sich in der Nähe der Haltestelle Piscine. Dieser ist 2,3 Hektar groß und dient der Wartung und Abstellung der Fahrzeuge.

### Betrieb
Die Linie T wird, von Montag bis Samstag, alle 10 Minuten von 5:45 Uhr bis 21:05 Uhr bedient. Sonntags und an Feiertagen verkehrt stattdessen die Autobuslinie Tbus im Schienenersatzverkehr. In den ersten vier Monaten des Betriebs wurden 6800 Fahrgäste pro Tag gezählt. Wie bei dem gesamten öffentlichen Verkehrsnetz der Stadtregion Aubagne ist die Benutzung der Straßenbahn für die Fahrgäste kostenlos. Die Finanzgrundlage ist die Beförderungsabgabe Versement transport, die von den Arbeitgebern bezahlt wird.

### Fahrzeuge

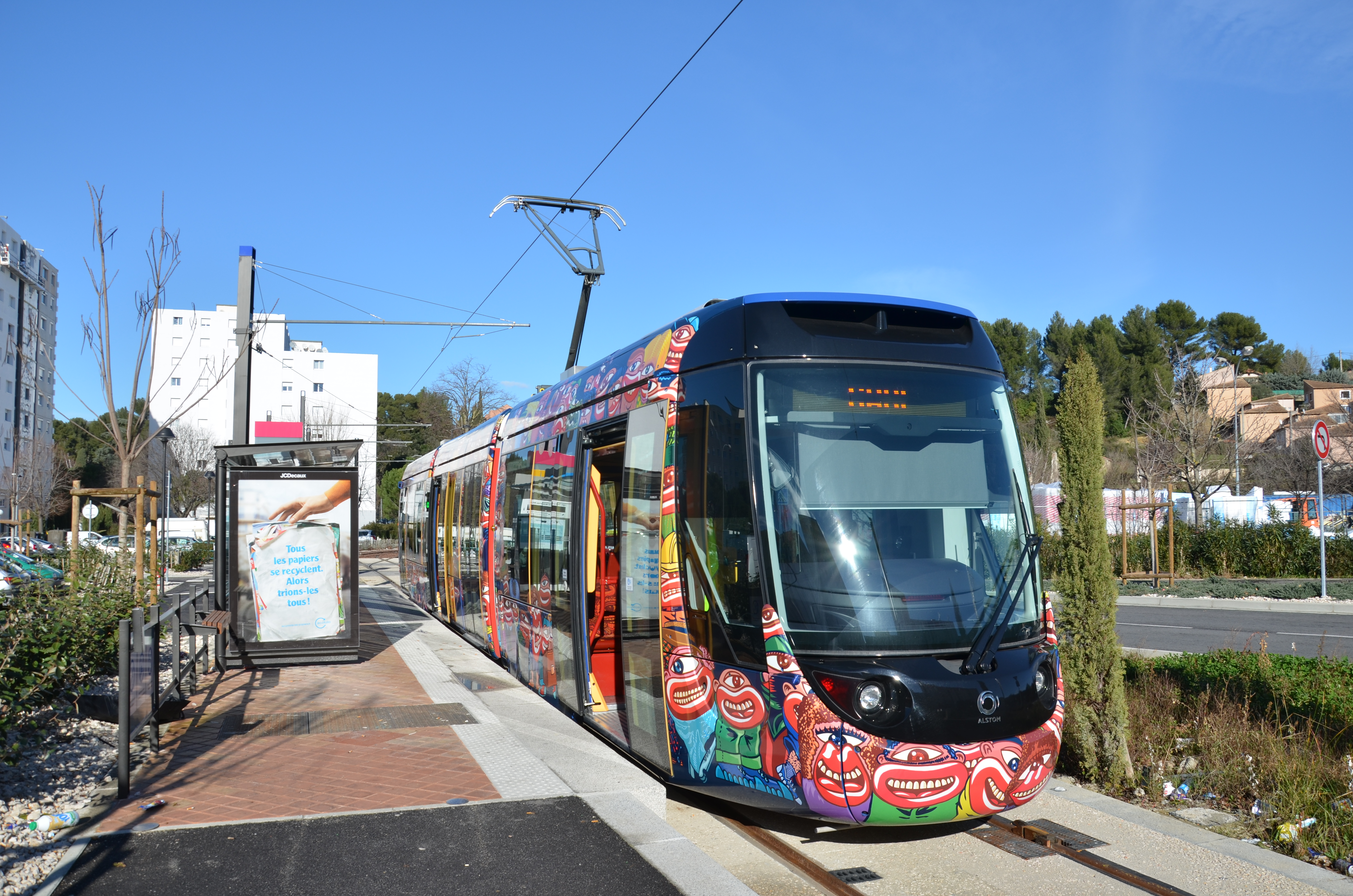
Alstom Citadis Compact an der Endhaltestelle Le Charrel

Am 5. Oktober 2011 entschied die Gemeinde, bei Alstom acht Fahrzeuge des Typs Citadis Compact bzw. 205 im Wert von 14 Millionen Euro zu beschaffen. Bis 2017 bestand eine Option auf fünf bis zehn weitere Fahrzeuge. Die Fahrzeuge sind 22 m lang und bieten 26 Sitz- und 99 Stehplätze. Die Fahrzeuge wurden durch den Künstler Hervé Di Rosa verziert. Er hat mit Schülern aus der Gemeinde das Design entwickelt. Das erste Fahrzeug ist am 28. Februar 2014 in Aubagne eingetroffen.
Im September 2024 wurde ein Auftrag zur Lieferung weiterer vier Fahrzeuge für das Projekt „Val’Tram“ ebenfalls an Alstom vergeben. Die Citadis 205 werden voraussichtlich 2025 ausgeliefert. Sie sind ungefähr zwei Meter länger als die 2011 bestellten Wagen und erhalten eine andere Frontform.